# Club Sportif Constantinois
Il Club Sportif Constantinois, noto anche come Club Sportif Constantine, è una società calcistica algerina con sede a Costantina. Milita nella Ligue 1, la massima serie del campionato algerino di calcio.
Fondato nel 1898, il club ha vinto 2 campionati algerini, 6 campionati algerini di seconda divisione e 2 Coppe d'Algeria.

## Storia

### Esordi
Il club fu fondato nel 1898 con il nome di IKBAL Émancipation, mantenuto fino al 1914. Scioltosi in quell'anno, ricomparve nel 1916 con il nome di Étoile Club Musulman Constantinois (ECMC), nome mantenuto per due anni.
L'anno dei grandi avvenimenti per l'ECMC fu quello del 1917. Il 3 giugno di quell'anno, in una partita di campionato, l'ECMC batté il Montpensier ad Algeri per 2-0. Sempre nel giugno 1917 il club si laureò campione del Nordafrica battendo il Red-Star Algeri allo stadio Gaulois di Tunisi per 4-2.
Nel settembre 1918, in una sfida organizzata dal comitato regionale di Tunisi e da un club tunisino, l'ECMC ottenne una grande vittoria (4-0) contro lo Stade Club Franco-Musulman di Tunisi, che in realtà era lo Stade Africain di Tunisi.

### Dal 1920 al 1955
Nel 1926 fu assunta la denominazione di Club Sportif Constantinois (CSC).
Durante la sua prima partecipazione alla campionato di Costantina il club si laureò campione della seconda divisione nel 1926-1927.
Negli anni '30 il club si rafforzò grazie alla fusione con il Club Cycliste Musulman Constantinois (CCMC), che favorì la creazione di diverse sezioni che diedero al sodalizio l'assetto di una polisportiva, con squadre di pugilato, pallavolo, judo, karate, bocce, atletica leggera e, soprattutto, sezioni di nuoto e pallanuoto che dominarono il campionato dipartimentale del 1939.
Nel calcio il Constantine si qualificò per la Coppa del Nordafrica (1933-1934) dopo la vittoria per 2-1 contro il Bougie di Béjaïa a Sétif, poi contro il Racing Club Philippevilloise di Skikda, vincitore del campionato di Costantina nel 1932. Quest'ultima partita si disputò a Bône il 26 novembre 1933 e terminò con il risultato di 2-1. Il Constantine vinse poi per 1-0 in casa contro l'SO Sétif nel primo turno della Coppa del Nordafrica. Nel 1934 il club fu eliminato agli ottavi di finale della competizione contro lo Sporting Club de Tunis (a Tunisi).
Nel marzo 1937 il CSC contava quattro giocatori selezionati per il campionato di Costantina: l'attaccante Lora, il portiere Salah, i due mediani Bensouiki e Bentorcha, quest'ultimo ingaggiato dal Bordeaux nel 1938. Fu con la presenza di questi giocatori della selezione del dipartimento di Costantina che il club vinse il campionato di massima divisione nel 1937-1938, dopo la vittoria contro il DSA (Saint-Arnaud) per 2-1 allo Stadio municipale di Phillipeville.
Durante la seconda guerra mondiale (1939-1945) l'attività calcistica si ridusse, lasciando il posto, nel 1942, ad un gruppo di società di quartiere tra cui il Sans-Souci Sportif Constantinois, che rappresentava i quartieri del centro storico di Costantina (Houmet Ettabala, Sidi Abdelmoumène, Zelaika, El Batha, Sidi Rached). In seguito dirigenti, praticanti e simpatizzanti andarono ad allargare le file del CSC, che assunse il nome di Club Populaire de Constantine.
Nella stagione 1949-1950 il Constantine fu eliminato dalla Coppa del Nordafrica agli ottavi di finale dal Red-Star Algeri.
Dopo lo scoppio della guerra d'Algeria nel novembre 1954, il club cessò le attività dal 1955 e rimase inattivo fino al 1962, anno dell'indipendenza dell'Algeria dalla Francia.

### Dal 1962 al 1968
Il CSC pagò con un tributo di 49 martiri l'indipendenza dell'Algeria, tra giocatori, atleti e leader che persero la vita, fra cui il pugile Saïd Bouali, detto "la Motta", e Slimane Mellah, detto Rachid Mellah, due attivisti della nazionale facevano parte dello storico gruppo rivoluzionario dei 22, che si riunì nel giugno 1954 e dichiarò la rivoluzione illimitata fino all'indipendenza totale (la guerra d'indipendenza). Oggi scuole e istituzioni pubbliche portano i nomi dei martiri, che furono atleti o dirigenti della società sportiva CS Constantine, tra cui Messaoud Boudjeriou, detto Messaoud Leksentini, capo della Zona 5 dell'unità territoriale Wilaya II, e tra i collaboratori del rivoluzionario Didouche Mourad, incaricato di guidare la resistenza nella città di Costantina e designato sindaco della città da Zighoud Youcef nel luglio 1955.
Tra gli indipendentisti della guerra d'Algeria passati per il Club Sportif Constantinois figura anche Lakdar Ben Tobbal, ministro degli Interni del governo provvisorio della Repubblica algerina (FLN).

### Dal 1969 al 1989: l'esordio in massima serie e la caduta
Dopo il secondo posto ottenuto nella Division d'Honneur nel 1969 e la vittoria del campionato Nationale II (la seconda serie dell'epoca) nel 1970, il Constantine ottenne quindi due promozioni consecutive e giocò la sua prima stagione nel campionato Nationale I (l'attuale Ligue 1), nella quale si piazzò secondo nel 1970-1971, unico successo del club negli anni '70. Nella stagione 1970-1971 il Constantine fu protagonista di una delle serie di tiri di rigore più lunghe della storia del calcio, agli ottavi di finale di Coppa d'Algeria contro il CR Belouizdad, battuto per 49-48 dal dischetto allo stadio Mohamed Guessab di Sétif.
Dal 1977 al 1987 il sodalizio fu denominato Chabab Mécanique de Constantine. Negli anni '80 visse un periodo molto difficile, durante il quale disputò una sola annata in massima serie, nel 1986-198; nella stessa annata raggiunse le semifinali della coppa nazionale, da cui fu eliminato dal JS Bordj Menaïel (1-0 dopo i tempi supplementari allo stadio Ahmed-Zabana di Orano).

### Dal 1990 al 2000: la risalita e il primo titolo nazionale

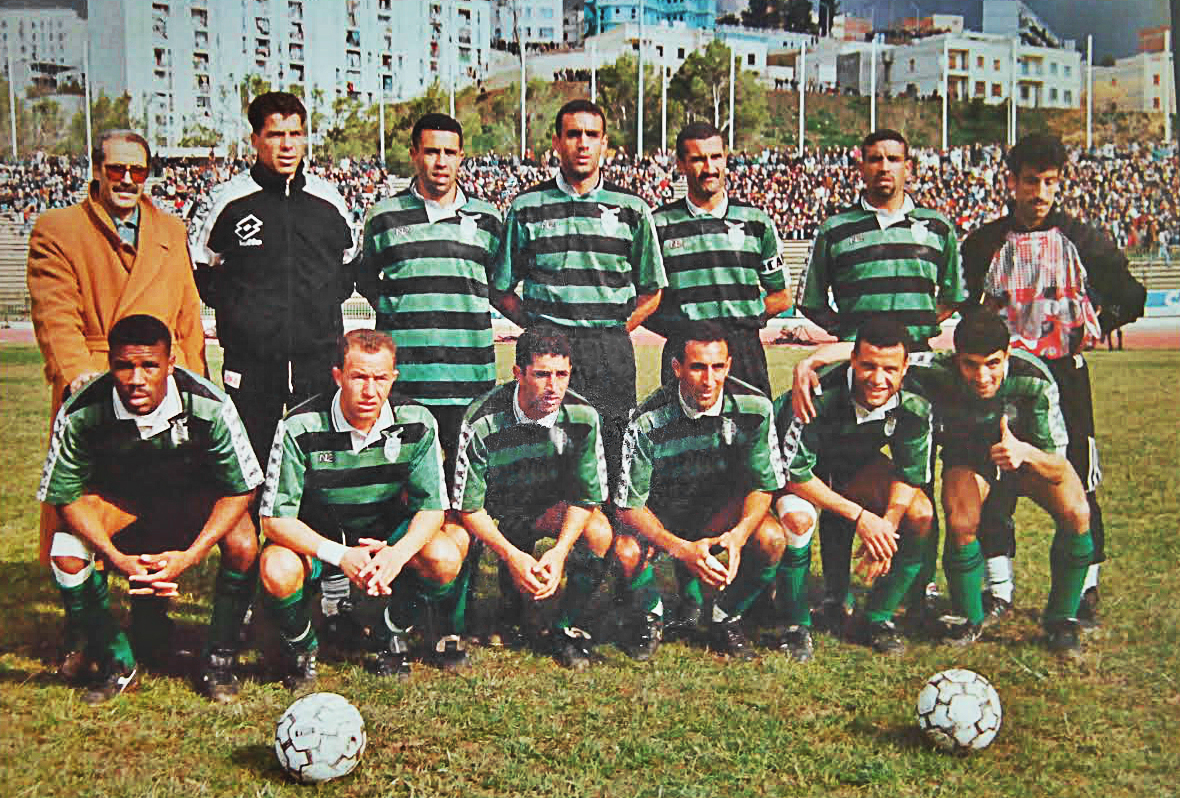
Il Club Sportif Constantinois nel 1998, con Salim Laïb, Hassen Ghoula, Tarek Arama, Mouloud Kaoua e Isaad Bourahli.

Nel 1992 per la seconda volta nella sua storia il CSC riuscì a qualificarsi per la semifinale della Coppa d'Algeria, persa contro il Chlef AS (ai rigori), allo stadio 5 luglio 1962. Due anni dopo, nel 1994, il club vinse per la quarta volta il campionato cadetto, dominando la scena anche durante il derby di Costantina, vinto per due volte contro il MOC (3-0 e 2-0).
Approdato in massima serie, il Constantine si aggiudicò il campionato di massima divisione per la prima volta nel 1996-1997, con giocatori di talento ed esperienza a livello nazionale, fra cui Isaad Bourahli, Mouloud Kaoua, Réda Matem, Salim Laïb, Hassen Ghoula e Sid Ahmed Benamara. Nella stessa stagione il CSC fu finalista al torneo internazionale Black Stars di Parigi, dopo la vittoria in semifinale contro il club senegalese dell'ASC Diaraf. Nel 1997-1998 il club partecipò per la prima volta alla Coppa dei Campioni d'Africa: esentato nel turno preliminare di questa edizione, il Constantine fu eliminato al primo turno dai senegalesi dell'AS Douanes; alla fine della stagione si piazzò secondo nel campionato algerino.

### Dal 2000 ai giorni nostri

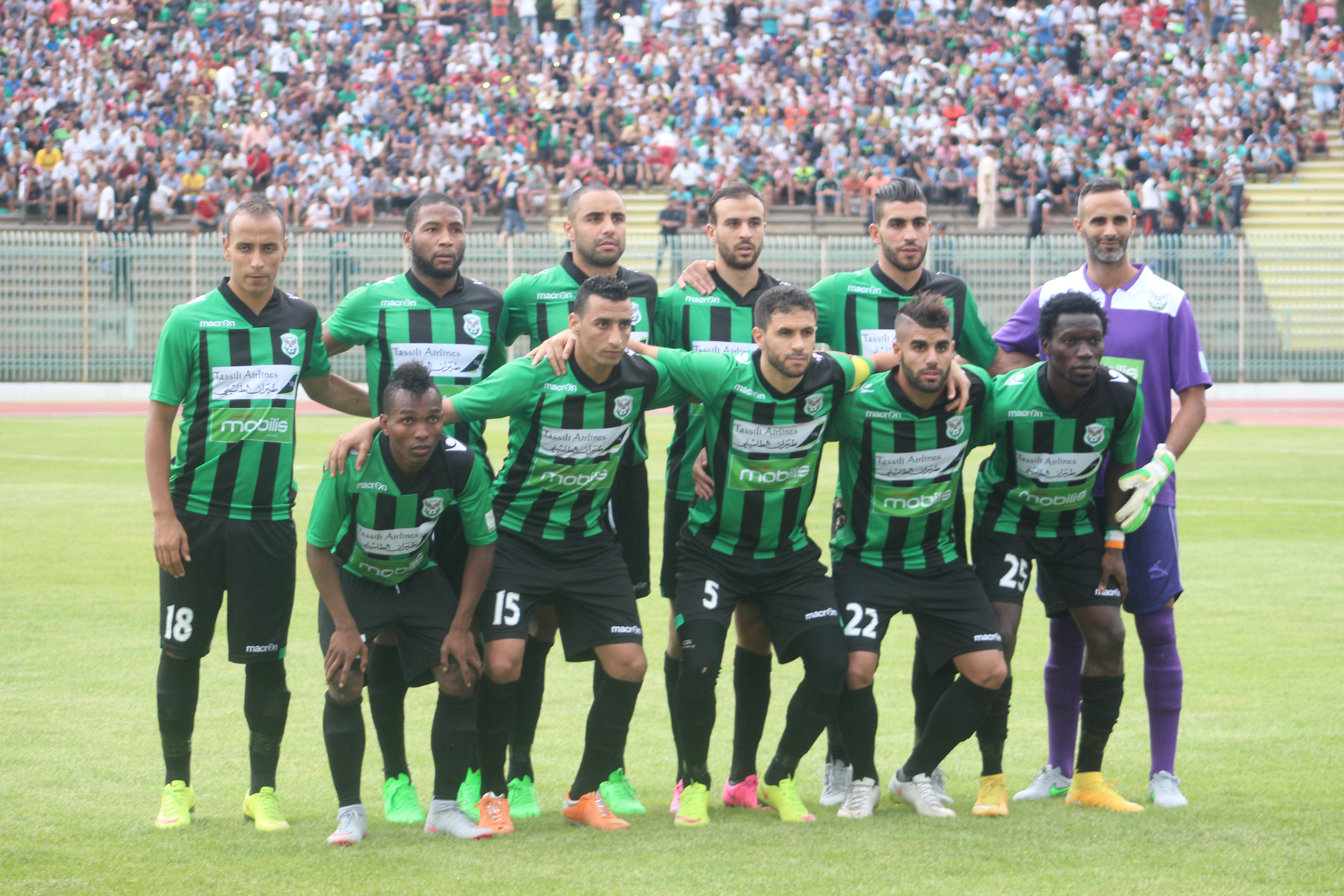
Una formazione del Constantine nel 2016.

Dopo essere stata assente per cinque stagioni dal campionato algerino di massima serie, il Constantine tornò in Ligue 1 dopo aver vinto il campionato cadetto nel 2010-2011 e l'anno dopo raggiunse le semifinali della coppa nazionale (eliminato in semifinale contro il CR Belouizdad, vittorioso per 1-0).
Dal 2012 al 2016 il club è stato di proprietà dalla compagnia petrolifera Sonatrach, che dal 2016 controlla il club tramite l'Entreprise Nationale des Travaux aux Puits (ENTP).
Nel luglio 2012 il club reclutò l'allenatore francese Roger Lemerre, campione d'Europa con la Francia nel 2000, che condusse la squadra al terzo posto e alla qualificazione alla Coppa della Confederazione CAF 2014. Nella stagione successiva Lemerre lasciò il posto al franco-italiano Diego Garzitto, che con un'imbattibilità di 16 partite consecutive in campionato continuò il percorso di Lemerre, portando il club a stabilire la più lunga di partite senza sconfitte nella storia del campionato algerino (26 partite di fila).
Nella stessa stagione il club disputò due partite ufficiali nella stessa giornata (2 febbraio 2014), la prima partita in Niger contro l'ASN Nigelec nella Coppa della Confederazione CAF e l'altra a Béjaïa contro il MO Béjaïa per la diciottesima giornata di campionato. La federcalcio algerina aveva respinto, infatti, la richiesta di rinviare le partite di Ligue 1 dei club algerini partecipanti alle competizioni africane perché non voleva causare ritardi sulla fine del campionato, con un calendario già serrato a causa dell'imminente campionato del mondo 2014. La situazione obbligà il CSC a giocare altre due partite nello stesso giorno (28 febbraio 2014): a Monrovia contro i Red Lions e a El Eulma contro l'MC El Eulma.
Dal 2014 al 2017 il CSC attraversò un breve periodo di crisi, durante il quale non ottiene alcun successo significativo se non la qualificazione alla Coppa della Confederazione CAF 2016, grazie al quinto posto in campionato. Il club fu eliminato dalla competizione agli ottavi di finale, come avvenuto nell'edizione del 2014.
Il club continuò a ottenere modesti successi fino alla stagione 2017-2018, quando riuscì a vincere nuovamente il campionato algerino sotto la direzione dell'allenatore Abdelkader Amrani. Nel dicembre 2018, l'allenatore francese Denis Lavagne successe ad Abdelkader Amrani dopo la sconfitta nella Supercoppa d'Algeria contro l'USM Bel Abbès. Lavagne portò la squadra a centrare il record di 12 vittorie consecutive in tutte le competizioni (campionato, Coppa d'Algeria e CAF Champions League) e guidò il club ai quarti di finale di CAF Champions League, battendo il Club Africain in Tunisia, poi il TP Mazembe e l'Ismaily in Algeria. Nonostante la vittoria nell'andata della semifinale per 1-0 contro il CR Belouizdad, la squadra mancò, invece, l'accesso alla finale di Coppa d'Algeria dopo aver perso la partita di ritorno per 2-0.
Nella stagione successiva il Constantine partecipò per la prima volta ad una competizione UAFA, la Coppa dei Campioni araba.
Nella stagione 2024-2025 raggiunge per la prima volta nella sua storia la semifinale di Coppa della Confederazione CAF.

## Rosa
Aggiornata al 10 settembre 2023.
| N. |                    | Ruolo | Calciatore            |
| -- | ------------------ | ----- | --------------------- |
| 1  | Algeria (bandiera) | P     | Kheireddine Boussouf  |
| 5  | Algeria (bandiera) | D     | Nasreddine Zaalani    |
| 6  | Algeria (bandiera) | C     | Mohamed Benchaira     |
| 8  | Algeria (bandiera) | D     | Houari Baouche        |
| 10 | Algeria (bandiera) | A     | Brahim Dib (capitano) |
| 11 | Algeria (bandiera) | A     | Mounder Temine        |
| 12 | Algeria (bandiera) | D     | Oussama Meddahi       |
| 13 | Algeria (bandiera) | C     | Salaheddine Harrari   |
| 15 | Algeria (bandiera) | C     | Zakaria Messibah      |
| 16 | Algeria (bandiera) | P     | Zakaria Bouhalfaya    |
| 17 | Algeria (bandiera) | D     | Amir Belaili          |
| 18 | Algeria (bandiera) | C     | Messala Merbah        |
| 19 | Algeria (bandiera) | D     | Chamseddine Derradji  |
| 20 | Algeria (bandiera) | D     | Mohamed Amine Madani  |

| N. |                    | Ruolo | Calciatore                |
| -- | ------------------ | ----- | ------------------------- |
| 21 | Algeria (bandiera) | A     | Mohamed Amine Benmessabih |
| 22 | Algeria (bandiera) | A     | Oualid Ardji              |
| 24 | Algeria (bandiera) | C     | Zakaria Kemoukh           |
| 25 | Algeria (bandiera) | D     | Seif Eddine Chettih       |
| 27 | Algeria (bandiera) | A     | Ahmed Khaldi              |
| 47 | Algeria (bandiera) | C     | Hadji Chekal Affari       |
| -  | Algeria (bandiera) | D     | Chahine Bellaouel         |
| -  | Algeria (bandiera) | A     | Zakaria Benchaâ           |
| -  | Algeria (bandiera) | C     | Abdennour Belhocini       |
| -  | Camerun (bandiera) | C     | Andre Ulrich Zanga        |
| -  | Camerun (bandiera) | A     | Nkembe Enow               |
| -  | Algeria (bandiera) | A     | Abdelkader Kaibou         |
| -  | Algeria (bandiera) | D     | Miloud Rebiaï             |
| -  | Algeria (bandiera) | P     | Abdelmalek Necir          |

## Stadio
Il club gioca le gare casalinghe allo stadio Mohamed Hamlaoui di Costantina, che ha una capienza di 22 986 posti a sedere.

## Palmarès

### Competizioni nazionali
- Campionato algerino: 2

1996-1997, 2017-2018
- Campionato algerino di seconda divisione: 6

1969-1970, 1976-1977, 1985-1986, 1993-1994, 2003-2004, 2010-2011
- Coppa d'Algeria: 2

1991-1992, 2011-2012